# Scinax rossaferesae
Scinax rossaferesae es una especie de anfibio en la familia Hylidae, endémico de Brasil. Fue observado en la región del Cañón Guartelá.
La rana adulta macho mide 27,8-31,6 mm de largo. El iris de su ojo es de color oro o amarillo. Partes de las piernas son de color marrón.
Los científicos que escribieron la primera descripción formal de esta rana le dieron el nombre por su amiga y colega Denise Rossa-Feres, zoóloga.